# Mutfort
Mutfort (luxemburgisch Mutfertⓘ, französisch Moutfort) ist eine Ortschaft der luxemburgischen Gemeinde Contern.